# Хойсала Вінаядітья
Вінаядітья (каннада ವಿನಯಾದಿತ್ಯ; д/н– 1098) — 2-й пермаді Держави Хойсалів в 1047—1098 роках.

## Життєпис
Син Нріпаками II. Посів трон 1047 року. Продовжив політику попередника, зберігаючи вірність державі Західних Чалук'їв. Видав за магараджахіраджу Сомешвару I свою сестру або доньку, що ще більше посилило позиції Хойсалів. У 1068—1076 роках був на боці Сомешвари II в протистоянні з його братом Вікрамадітьєю. Після перемоги того чинив спротив новому магараджахіраджи, але зазнавши поразки, змушений був підкоритися Вікрамадітьї VI.
Зумів підкорити дрібні династії Карнатаки, насамперед Конгалвів, Ченгалвів, Сантхарів та Кадамбів-Баяльнаду. Потім взяв під свій контроль деякі невеликі частини Гангаваді. До кінця панування захопив Південну Канару та Майсур. Помер 1098 року. Йому спадкував син Ереянга.